# 鮫村
鮫村（さめむら）は、かつて青森県にあった村。ほぼ現在の八戸市鮫町にあたる。

## 地理
北と東側は太平洋に面している。

## 沿革
- 1889年（明治22年）4月1日 - 町村制施行により三戸郡浜通村の一部、金浜村が合併し、鮫村が発足。
- 1929年（昭和4年）5月1日 - 三戸郡八戸町、小中野町、湊町と合併し八戸市を新設して消滅。